# Francis Hong Yong-ho
Francis Hong Yong-ho (in coreano 홍용호 프란치스코 hong-yongho peulanchiseuko; Pyongyang, 12 ottobre 1906 – ...) è stato un vescovo cattolico nordcoreano.
È uno dei 166 sacerdoti e religiosi dei quali non si hanno più notizie dal 1949, quando si instaurò il regime di Kim Il-Sung.

## Biografia
Il 25 maggio 1933 è ordinato presbitero.
Il 24 marzo 1944 papa Pio XII lo nomina vescovo titolare di Auzia e vicario apostolico di Heijo. Il 29 giugno successivo riceve l'ordinazione episcopale dal vescovo Bonifatius Sauer, coconsacranti il vescovo Irenaeus Hayasaka e l'arcivescovo Paul Kinam Ro.
Nel 1949 viene imprigionato durante le persecuzioni del regime di Kim Il Sung e da tale data non si hanno più sue notizie.

Il 10 marzo 1962 papa Giovanni XXIII decide di elevare a diocesi il vicariato di Pyongyang, anche in segno di protesta contro la politica del regime nordcoreano, e di nominare come primo vescovo monsignor Hong Yong-ho, che diventa così un simbolo della persecuzione contro i cattolici nella Corea del Nord e in generale nei regimi comunisti. Da allora, e fino al giugno 2013, l'annuario pontificio continua ad indicarlo come vescovo di Pyongyang, sebbene lo consideri "disperso" e gli affianchi l'arcivescovo di Seul in qualità di amministratore apostolico sede plena. In un'intervista del 2006 il cardinale Nicholas Cheong Jin-suk dichiara che: 
Nel fascicolo di aggiornamento dell'annuario pontificio del 1º luglio 2013 viene riconosciuta la sede episcopale di Pyongyang come ufficialmente vacante, riconoscendo così, implicitamente, il decesso del prelato. Questa decisione viene presa allo scopo di avviare la sua procedura di beatificazione, su espressa richiesta dei vescovi sudcoreani.

## Genealogia episcopale
La genealogia episcopale è:
- Cardinale Scipione Rebiba
- Cardinale Giulio Antonio Santori
- Cardinale Girolamo Bernerio, O.P.
- Arcivescovo Galeazzo Sanvitale
- Cardinale Ludovico Ludovisi
- Cardinale Luigi Caetani
- Cardinale Ulderico Carpegna
- Cardinale Paluzzo Paluzzi Altieri degli Albertoni
- Papa Benedetto XIII
- Papa Benedetto XIV
- Papa Clemente XIII
- Cardinale Marcantonio Colonna
- Cardinale Giacinto Sigismondo Gerdil, B.
- Cardinale Giulio Maria della Somaglia
- Cardinale Carlo Odescalchi, S.I.
- Vescovo Eugène de Mazenod, O.M.I.
- Cardinale Joseph Hippolyte Guibert, O.M.I.
- Cardinale François-Marie-Benjamin Richard de la Vergne
- Arcivescovo Gustave Mutel, M.E.P.
- Vescovo Bonifatius Sauer, O.S.B.
- Vescovo Francis Hong Yong-ho